# Zack Morris
Zack Morris, född 2 oktober 1998 i Brentwood i Essex, är en brittisk skådespelare, känd för rollen som Keegan Baker i BBC-såpan Eastenders. Han spelar också rollen som Isaiah i skräckkomediserien Goosebumps.

## Filmografi (i urval)
- 2011 – The Fades (TV-serie)
- 2017–2022 – Eastenders (TV-serie)
- 2023 – Goosebumps (TV-serie)